# Lingdangge
Lingdangge (kinesiska: 铃铛阁, 铃铛阁街道) är ett stadsdelsdistrikt i Kina. Det ligger i storstadsområdet Tianjin, i den norra delen av landet, nära eller i stadens centrum. Antalet invånare är 39 157. Befolkningen består av 19 573 kvinnor och 19 584 män. Barn under 15 år utgör 6,0 %, vuxna 15-64 år 80 %, och äldre över 65 år 13,0 %.